# 格沃尔克·瓦尔塔尼扬
格沃尔克·安德烈耶维奇·瓦尔塔尼扬（俄语： 1924年2月17日—2012年1月10日）苏联间谍，生于顿河畔纳希切万亚美尼亚人家庭，父亲亦为情报工作人员，曾在波斯工作多年，与妻子戈阿尔·瓦尔塔尼扬一起挫败了由纳粹德国策划的试图在德黑兰会议上刺杀盟军三巨头的远跳行动。